# 极地铁路

极地铁路现况

极地铁路（羅馬化：Transpolyarnaya magistral），又称萨列哈爾德-伊加尔卡铁路，是俄羅斯北西伯利亚地区未完工的一条铁路。该铁路的修建起始于1947年，后因1953年斯大林的逝世而中断。

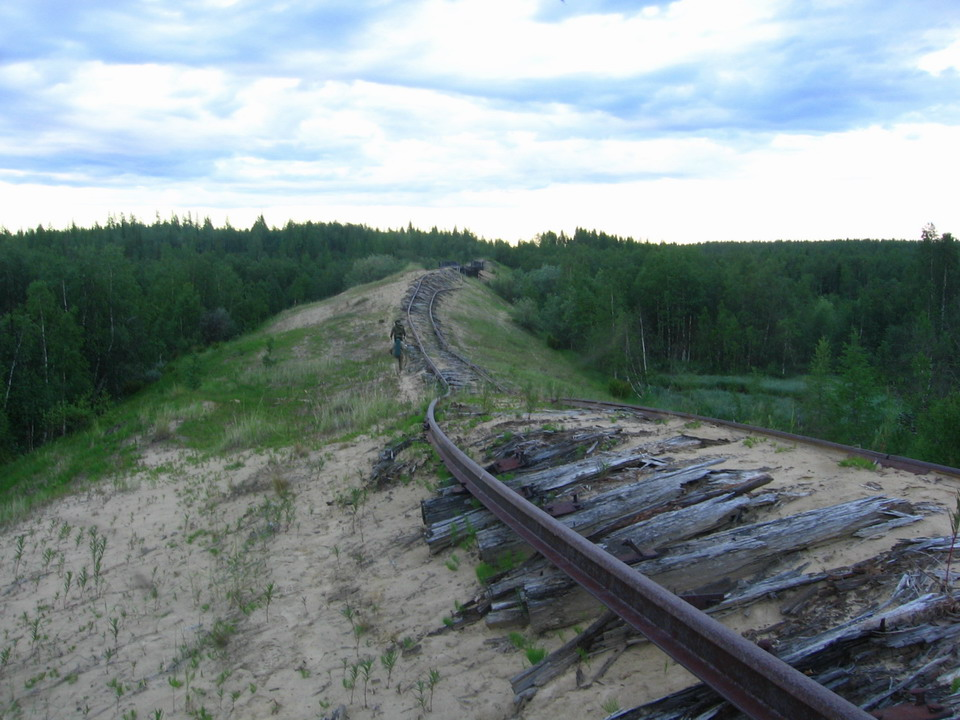
薩列哈爾德及納德姆之間已廢棄部份，攝於2004年。

## 历史
这条铁路起自鄂毕河岸的萨列哈爾德，终到叶尼塞河岸的伊加尔卡，全長1297公里。东段由503劳改营负责从伊加尔卡开始，沿叶尼塞河南下在叶尔马科沃跨过叶尼塞河，经亚诺夫斯坦至乌连戈伊。501劳改营负责从萨列哈爾德向东修建。全线28个车站，106个会让站。当时不具备修建2.3km长鄂毕河大桥与1.6km长叶尼塞河大桥的技术能力，夏季使用轮渡，冬季则为跨河冰上铁路。线路以原木结构为路基，上铺20厘米厚道渣碎石。为避开遍布的沼泽，线路相当曲折。1952年8月，萨列哈爾德-纳德姆铁路客运开通。
1964年，东段全部拆除。

## 现状
沃尔库塔铁路干线从乔姆翻越極圈烏拉爾山至鄂毕河西岸拉贝特南吉的铁路，1948年建成运营至今，属于北方铁路局，提供了俄罗斯路网接入鄂毕河北部内河航运的联运。其中倒数第二站鄂毕斯卡亚站向北的铁路支线鄂毕斯卡亚－博瓦年科沃铁路进入亚马尔半岛北部油气田，长达1097km，1986-2011年2月建成，是全世界最北方的铁路。另外一段，从纳德姆河东岸的纳德姆经新乌连戈伊至普尔河西岸的柯罗恰耶夫，向南接入西西伯利亚铁路网，这段铁路1982年9月通车，为世界第三大的气田：乌连戈气田服务。
纳德姆至萨列哈爾德的铁路计划重建。这包括建设跨越鄂毕河至拉贝特南吉的大桥。纳德姆至潘戈德的铁路也计划重建。最终，形成“北纬铁路”：鄂毕斯卡亚站-萨列哈爾德-纳德姆-潘戈德-新乌连戈伊-柯罗恰耶夫。